# フィデル・ラモス
フィデル・バルデス・ラモス（英語：Fidel Valdez Ramos、通称：FVR、1928年3月18日 - 2022年7月31日）は、フィリピンの政治家、軍人。第12代フィリピン共和国大統領。国防大臣などを務めた。フィリピンの歴史上唯一のプロテスタントの大統領である。

## 経歴

### 初期

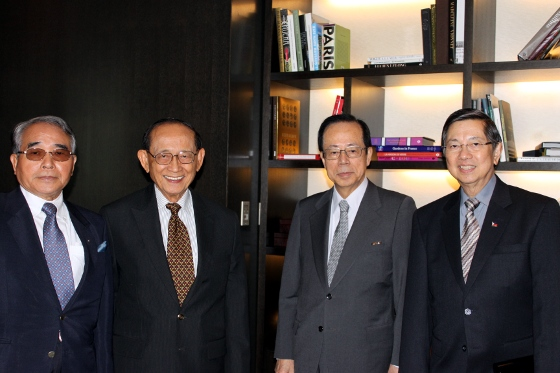
2011年8月3日、左から日本経済新聞社会長杉田亮毅、ラモス、元内閣総理大臣福田康夫、日本駐箚フィリピン特命全権大使マニュエル・ロペスと

1928年3月18日にパンガシナン州リンガエンに誕生した。父のナルシソ・ラモスは下院議員、外務大臣を務めていた。1946年にアメリカのウェストポイント陸軍士官学校に国費留学し、1950年に士官学校を卒業した後は、同年にイリノイ州立大学で工学の学士号を取得した。

### 軍人
1952年に朝鮮戦争に従軍し、1966年から1968年まで在ベトナム・フィリピン軍民事担当参謀長であった。1972年に国家警察軍司令官として、フェルディナンド・マルコス大統領が布告した非常事態体制を保障した。
1986年2月に国軍参謀次長であった際、フアン・ポンセ・エンリレ国防大臣と共にマルコス大統領の独裁に反対して決起し、エドゥサ革命で政権崩壊に貢献した。その後は国軍参謀総長としてコラソン・アキノ大統領を支え、クーデター未遂が相次いだ困難な時局を乗り切った。1988年1月に国防大臣に就任し、1991年7月まで同職にあった。

### 政界
1992年6月に大統領に就任した。在任中は国営企業の民営化・外資の誘致に注力し、国内の需要に必要な発電所を建設した。ラモスの経済政策は国民の支持を得る事となり、1995年5月の議会選挙では多数派を占める事が出来た。2期目の出馬を否定し、1998年6月をもって退任した。
2022年7月31日の午後、2019新型コロナウイルス感染症（COVID-19）による合併症のため、マニラ近郊、マカティの病院で死去した。94歳没。

## 家族
1954年10月にアメリタ・マルティネスと結婚し、2人の間に5人の子女が誕生した。

## 著作
- フィデル・ラモス、イアン・ブレマー、ジョセフ・ナイほか共著『新アジア地政学』（福戸雅宏ほか共訳、土曜社、2013年）